# Listrocerum psathyroides
Listrocerum psathyroides là một loài bọ cánh cứng trong họ Cerambycidae.